# Konan (Giappone)
Konan (湖南市?) è una città giapponese della prefettura di Shiga.